# Елисеева, Анна Фёдоровна
Анна Фёдоровна Елисеева (1 июля 1914, Область Войска Донского, Российская империя — 5 апреля 2002, Сальский район, Ростовская область, Россия) — колхозница, Герой Социалистического Труда (1949).

## Биография
Родилась в 1914 года в крестьянской семье. В раннем возрасте стала сиротой. Воспитывалась в детском доме в Пролетарске. В 1932 году вступила в колхоз имени Сталина Сальского района Ростовской области. В 1944 году была назначена звеньевой виноградарского звена.
В 1948 году звено под руководством Анны Елисеевой собрало по 90,4 центнеров винограда с каждого гектара с участка площадью 6,8 гектаров. За этот доблестный труд она была удостоена в 1949 году звания Героя Социалистического Труда.
Избиралась депутатом Сальского районного совета народных депутатов. Участвовала во всесоюзной выставке — ВДНХ.
Скончалась 5 апреля 2002 года.

## Награды
- Герой Социалистического Труда — указом Президиума Верховного Совета СССР от 27 июля 1949 года;
- Орден Ленина (1949).